# Azerbajdzsán hívójelkörzetei
Azerbajdzsán számára az ITU az 4[J..K] hívójelprefixeket osztotta ki.
A Szovjetunió fenhatósága alatt 1992-ig használták még az RD, UD hívójelprefixeket.

## Azerbajdzsán hívójelkörzetei[1][2][3]
| Prefix  | Körzet | Hely                                                             |
| ------- | ------ | ---------------------------------------------------------------- |
| 4[J..K] | [0..1] | Speciális állomások és külföldi látogatók ideiglenes hívójeléhez |
| 4[J..K] | 2      | Nahicseván                                                       |
| 4[J..K] | 3      | Azerbajdzsán, kivéve: Baku, Nahicseván                           |
| 4[J..K] | [4..9] | Baku                                                             |

### A hívójel formátuma és az állomás jellege
| Formátum                   | Jelleg                     |
| -------------------------- | -------------------------- |
| 4[J..K][0..9]?             | Extra Class licences       |
| 4[J..K][0..9]??            | 1st Class licences         |
| 4[J..K][0..9]*[A..V][A..Z] | 2nd and 3rd Class licences |
| 4[J..K][0..9]*ZZ           | Klubállomások              |

## Lajstromjel
Vízi és légi járművek lajstromjelezéséhez a 4K prefixet használják.